# Sociální grooming

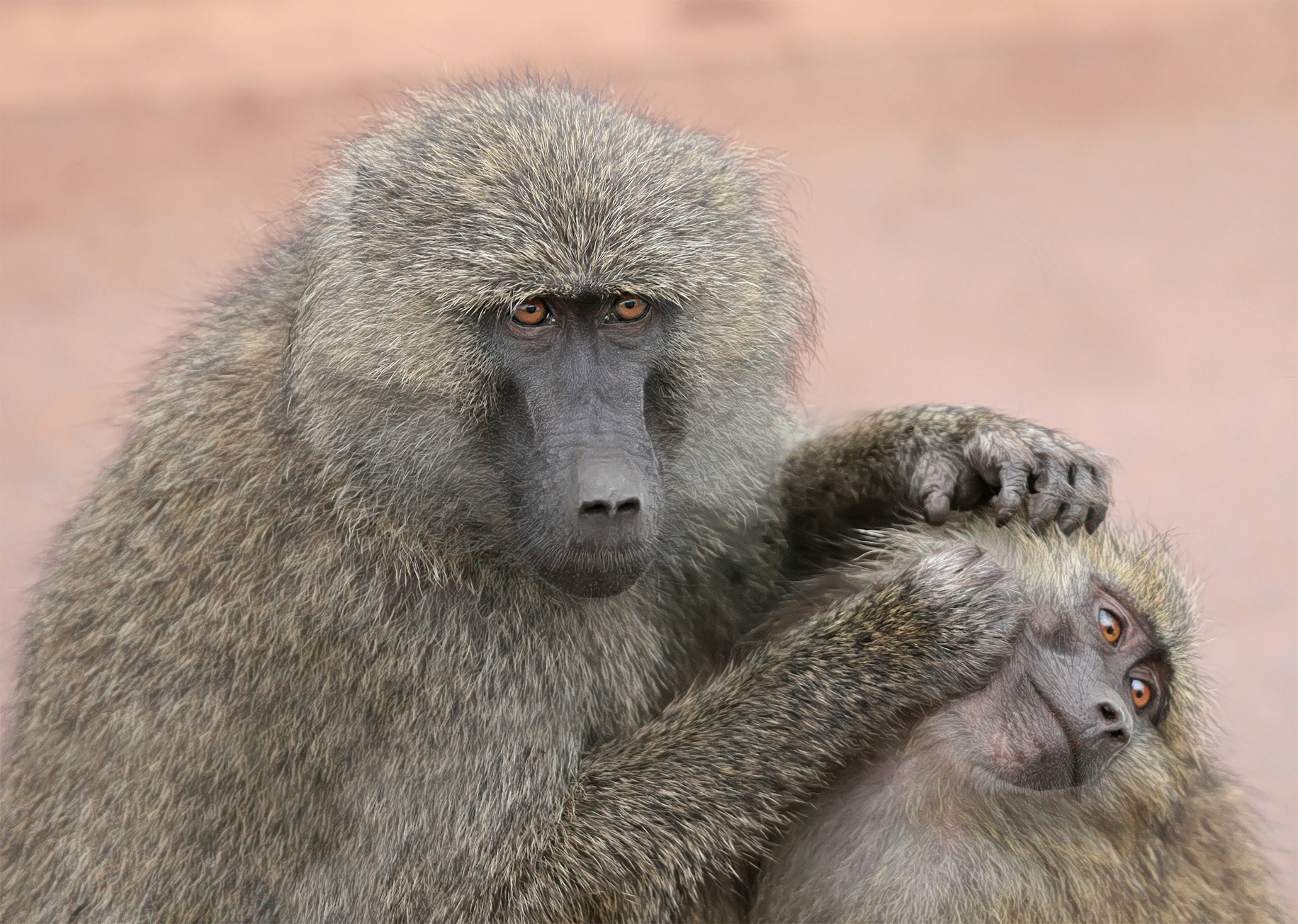
Dospělec paviána anubi provádí grooming na mláděti

Grooming označuje u sociálních zvířat, včetně člověka, péči o jiné jedince většinou skrze čištění srsti, pokožky či peří od parazitů. Allogrooming pak označuje přímo tuto péči v rámci jednoho druhu, potažmo skupiny. Grooming je zásadním nástrojem pro posílení sociálních struktur, rodinných vazeb, a budování sociálních vazeb. Primáti také grooming používájí jako formu usmíření. Vzájemný grooming je metodou navázání sexuálních vazeb a může být součástí námluvního rituálu.